# WTA Istanbul
Das WTA Istanbul (offiziell: TEB BNP Paribas Tennis Championship İstanbul) ist ein Tennisturnier der WTA, das in der türkischen Metropole Istanbul ausgetragen wird, seit 2016 wieder auf Sandplätzen. Von 2009 bis 2015 wurde auf Hartplätzen gespielt.
Das Turnier wurde 1998 unter dem offiziellen Namen Enka Open erstmals ausgetragen und zunächst wieder eingestellt. 
Von 2005 bis 2010 fand das Turnier unter dem Namen Istanbul Cup statt wie (nach einer weiteren Pause 2011–2013) auch 2014. Von 2015 bis 2019 hies die Veranstaltung offiziell TEB BNP Paribas İstanbul Cup, seit 2020 İstanbul Open.

## Siegerliste

### Einzel
| Jahr                         | Siegerin                     | Finalgegnerin             | Ergebnis          |
| ---------------------------- | ---------------------------- | ------------------------- | ----------------- |
| ↓ Kategorie: Tier IV ↓       |                              |                           |                   |
| 1998                         | Henrieta Nagyová             | Wolha Barabanschtschykawa | 6:4, 3:6, 7:6     |
| ↓ Kategorie: Tier III ↓      |                              |                           |                   |
| 2005                         | Venus Williams               | Nicole Vaidišová          | 6:3, 6:2          |
| 2006                         | Shahar Peer                  | Anastassija Myskina       | 1:6, 6:3, 7:63    |
| 2007                         | Jelena Dementjewa            | Aravane Rezaï             | 7:65, 3:0 Aufgabe |
| 2008                         | Agnieszka Radwańska          | Jelena Dementjewa         | 6:3, 6:2          |
| ↓ Kategorie: International ↓ |                              |                           |                   |
| 2009                         | Wera Duschewina              | Lucie Hradecká            | 6:0, 6:1          |
| 2010                         | Anastassija Pawljutschenkowa | Jelena Wesnina            | 5:7, 7:5, 6:4     |
| 2011                         | nicht ausgetragen            | nicht ausgetragen         | nicht ausgetragen |
| 2012                         | nicht ausgetragen            | nicht ausgetragen         | nicht ausgetragen |
| 2013                         | nicht ausgetragen            | nicht ausgetragen         | nicht ausgetragen |
| 2014                         | Caroline Wozniacki           | Roberta Vinci             | 6:1, 6:1          |
| 2015                         | Lessja Zurenko               | Urszula Radwańska         | 7:5, 6:1          |
| 2016                         | Çağla Büyükakçay             | Danka Kovinić             | 3:6, 6:2, 6:3     |
| 2017                         | Elina Switolina              | Elise Mertens             | 6:2, 6:4          |
| 2018                         | Pauline Parmentier           | Polona Hercog             | 6:4, 3:6, 6:3     |
| 2019                         | Petra Martić                 | Markéta Vondroušová       | 1:6, 6:4, 6:1     |
| 2020                         | Patricia Maria Țig           | Eugenie Bouchard          | 2:6, 6:1, 7:64    |
| ↓ Kategorie: 250 ↓           |                              |                           |                   |
| 2021                         | Sorana Cîrstea               | Elise Mertens             | 6:1, 7:63         |
| 2022                         | Anastassija Potapowa         | Weronika Kudermetowa      | 6:3, 6:1          |

### Doppel
| Jahr                         | Siegerinnen                           | Finalgegnerinnen                         | Ergebnis          |
| ---------------------------- | ------------------------------------- | ---------------------------------------- | ----------------- |
| ↓ Kategorie: Tier IV ↓       |                                       |                                          |                   |
| 1998                         | Laurence Courtois Meike Babel         | Åsa Carlsson Florencia Labat             | 6:0, 6:2          |
| ↓ Kategorie: Tier III ↓      |                                       |                                          |                   |
| 2005                         | Marta Marrero Antonella Serra Zanetti | Daniela Klemenschits Sandra Klemenschits | 6:4, 6:0          |
| 2006                         | Aljona Bondarenko Nastassja Jakimawa  | Sania Mirza Alicia Molik                 | 6:3, 7:5          |
| 2007                         | Agnieszka Radwańska Urszula Radwańska | Chan Yung-jan Sania Mirza                | 6:1, 6:3          |
| 2008                         | Jill Craybas Wolha Hawarzowa          | Marina Eraković Polona Hercog            | 6:1, 6:2          |
| ↓ Kategorie: International ↓ |                                       |                                          |                   |
| 2009                         | Lucie Hradecká Renata Voráčová        | Julia Görges Patty Schnyder              | 2:6, 6:3, [12:10] |
| 2010                         | Eleni Daniilidou Jasmin Wöhr          | Marija Kondratjewa Vladimíra Uhlířová    | 6:4, 1:6, [11:9]  |
| 2011                         | nicht ausgetragen                     | nicht ausgetragen                        | nicht ausgetragen |
| 2012                         | nicht ausgetragen                     | nicht ausgetragen                        | nicht ausgetragen |
| 2013                         | nicht ausgetragen                     | nicht ausgetragen                        | nicht ausgetragen |
| 2014                         | Misaki Doi Elina Switolina            | Oksana Kalaschnikowa Paula Kania         | 6:4, 6:0          |
| 2015                         | Darja Gawrilowa Elina Switolina       | Çağla Büyükakçay Jelena Janković         | 5:7, 6:1, [10:4]  |
| 2016                         | Andreea Mitu İpek Soylu               | Xenia Knoll Danka Kovinić                | kampflos          |
| 2017                         | Nadija Kitschenok Dalila Jakupović    | Nicole Melichar Elise Mertens            | 7:66, 6:2         |
| 2018                         | Liang Chen Zhang Shuai                | Xenia Knoll Anna Smith                   | 6:4, 6:4          |
| 2019                         | Tímea Babos Kristina Mladenovic       | Alexa Guarachi Sabrina Santamaria        | 6:1, 6:0          |
| 2020                         | Alexa Guarachi Desirae Krawczyk       | Ellen Perez Storm Sanders                | 6:1, 6:3          |
| ↓ Kategorie: 250 ↓           |                                       |                                          |                   |
| 2021                         | Weronika Kudermetowa Elise Mertens    | Makoto Ninomiya Nao Hibino               | 6:1, 6:1          |
| 2022                         | Marie Bouzková Sara Sorribes Tormo    | Natela Dsalamidse Kamilla Rachimowa      | 6:3, 6:4          |